# Coenonycha clypeata
Coenonycha clypeata är en skalbaggsart som beskrevs av Mcclay 1943. Coenonycha clypeata ingår i släktet Coenonycha och familjen Melolonthidae. Inga underarter finns listade i Catalogue of Life.